# Isiah Brown
Isiah Brown (Anchorage, 4 settembre 1997) è un cestista statunitense.

## Carriera
Durante il suo periodo universitario, Brown ha giocato nella NCAA dal 2016 al 2021 per tre atenei diversi. Ha esordito con Northwestern University nel 2016-2017, disputando due stagioni. Nel 2019-2020 ha fatto parte della Grand Canyon University, mentre nella stagione 2020-2021 a Weber State University ha chiuso con una media di 17,7 punti, 3,5 rimbalzi e 3 assist in 23 partite.
Ha iniziato la carriera da professionista in Europa nel 2021, firmando con l'Achilleas Kaïmakliou, nella prima divisione cipriota. In regular season ha disputato 20 partite di regular season, registrando 21,9 punti, 4,2 rimbalzi e 5,2 assist di media.
Nel 2022-2023 ha cominciato la stagione in Polonia allo Spójnia Stargard, dove ha messo a referto 12,3 punti, 2,3 rimbalzi e 3,6 assist in 7 presenze prima di passare in Ungheria al Kaposvár, con una media di 17,6 punti, 3,4 rimbalzi e 2,3 assist in 15 partite. È rimasto nel campionato magiaro anche l'anno seguente, trascorso in questo caso con i colori dell'Honvéd, club con cui ha registrato 22,0 punti e 2,7 assist di media in 32 presenze.
Nell'agosto 2024 è approdato nella Serie A2 italiana, alla JuVi Cremona. In Lombardia ha viaggiato a 15,7 punti e 1,6 assist di media, fintanto che a gennaio è stato rilevato dalla New Basket Brindisi, squadra anch'essa militante in A2, che era in cerca di un sostituto dopo essersi separata da Bryon Allen.